# Datorspelsåret 1982

## Händelser

### Augusti

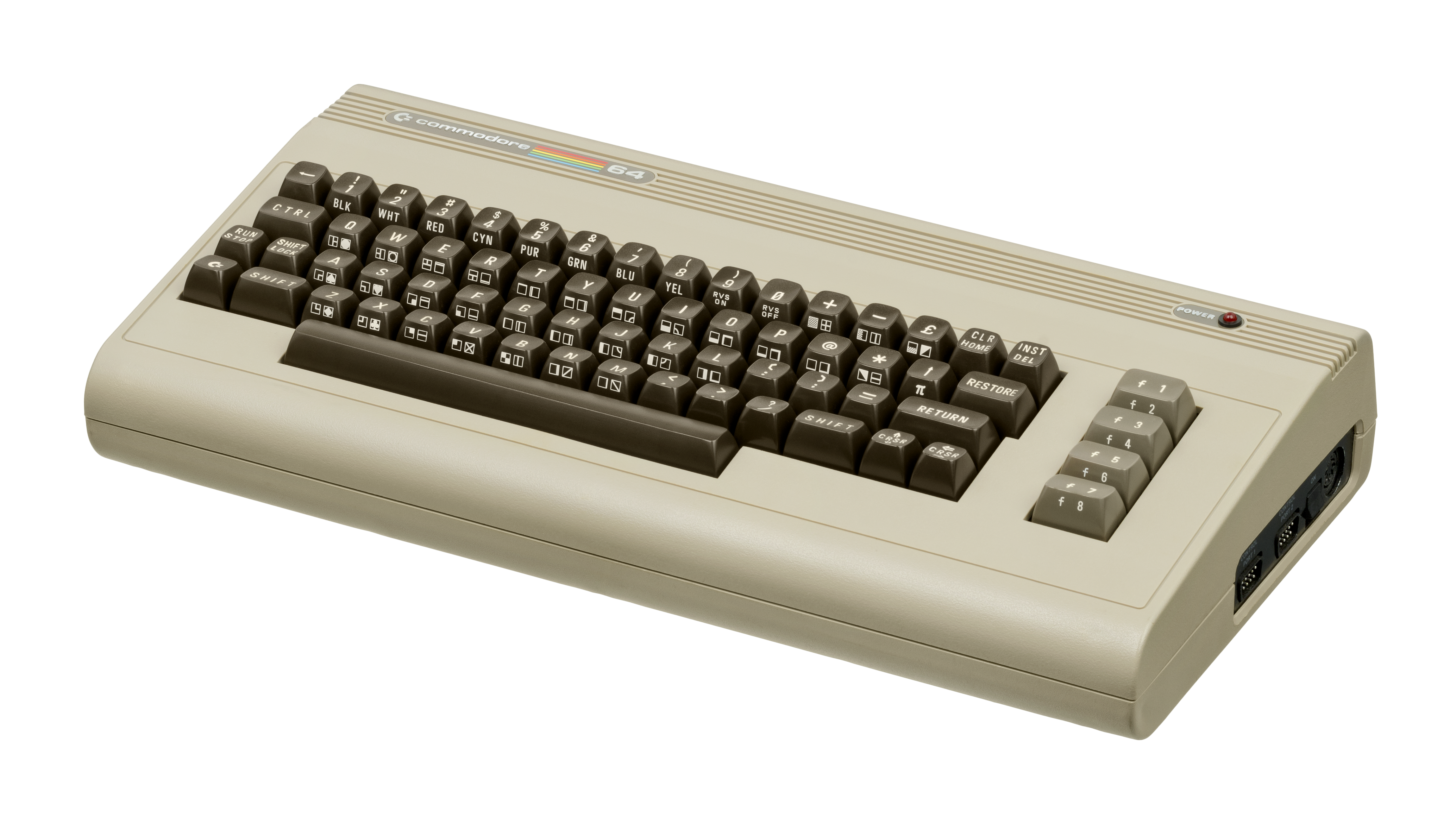
Commodore 64

- Augusti - Commodore 64 lanseras.

### December
- 27 december - I USA startar TV-showen "Starcade", som handlar om videospel, i TV-kanalen TBS.

## Grundade företag
- Electronic Arts Inc.
- Lucasfilm Games
- MicroProse Software, Inc.
- Enix Corporation.
- Ultimate Play The Game (senare Rare)

## Spel släppta år1982

### Arkadspel
- Augusti - Donkey Kong Jr.[1]
- Zaxxon
- Pitfall!
- Q*Bert

### Fotnoter
1. ↑  ”Donkey Kong Jr.” (på engelska). Giant Bomb. http://www.giantbomb.com/donkey-kong-jr/3030-19416/. Läst 10 februari 2014.